# 平野真奈
平野 真奈（ひらの まな、1987年7月29日 - ）は、日本の作曲家、編曲家、ピアニスト。

## 略歴
新潟県上越市出身。5歳よりピアノを、20歳より作曲を始める。武蔵野音楽大学器楽科ピアノ専攻卒業の後、東京藝術大学音楽学部作曲科を卒業。映画音楽、ドラマ、舞台音楽、テレビ番組用音楽などの作曲や編曲を手掛ける。クラシック音楽を基盤としながら、ジャンルにとらわれない音楽制作を行っている。
2021年に自身初のオリジナルピアノソロアルバムを発表。
2020年より上越市出身の音楽家、ソプラノ・高橋維とメゾソプラノ・宮澤彩子との音楽ユニット「ハーモニーえちご」としても活動する。
第7回ドヴォルザーク国際作曲コンクール（チェコ）にて特別賞・ベスト宗教歌曲賞を受賞。

## 作品

### テレビドラマ音楽
- ホットママ（2021年、Amazon Prime Video）
- 女の戦争～バチェラー殺人事件～ （2021年、テレビ東京）
- たとえあなたを忘れても（2023年、テレビ朝日系列）音楽担当、音楽監修、ピアノ演奏指導、吹替演奏
- 特別ドラマ『GTOリバイバル』〈一部編曲〉（2024年、カンテレ・フジテレビ）

### アニメ音楽
- 短編アニメ『海のおとしご』（2023年）
- リンカイ！（2024年）

### 映画
- 『42－50 火光』（2022年、深川栄洋監督）
- 『こころのふた～雪ふるまちで～』私の卒業 第5期（2024年）
- 私の卒業プロジェクトオリジナルドラマ『たからもの』（2024年）

### テレビ番組
- 日テレポシュレ（2021年～、日本テレビ）
- スッキリ（お天気コーナー音楽）（2022年～、日本テレビ）
- オトノヨリミチ（2023年～、日本テレビ）
- Chill out Time （2023年～、日本テレビ）
- どさんこ市場（2023年～、札幌テレビ）
- ヒーリングミュージック（2023年～、札幌テレビ、FBS福岡放送、 HTV広島テレビ、MMTミヤギテレビ、TeNYテレビ新潟、他）
- 『世にも奇妙な物語 '23 夏の特別編』〈番組内音楽・一部編曲〉（2023年、フジテレビ）
- ZIP！ （2023年～、日本テレビ）
- スゴろく〈オープニングテーマ曲・番組音楽〉（2024年～、テレビ山梨）
- 真相報道バンキシャ！〈オープニング、エンディング音楽〉 （2025年～、日本テレビ）

### 舞台・CM音楽
- スーパー歌舞伎 『ワンピース』〈一部作編曲・音楽協力〉（2015年）
- スーパー歌舞伎II 『新版 オグリ』 〈一部作編曲・音楽協力〉（2019年）
- 朗読劇 『クローバーに愛をこめて』（2019年）
- リモート朗読劇 『＃僕の緊急事態宣言』（2020年）
- Verse Pro Ultra Lite（2021年、NEC Corporation　CM）
- 今野敏サスペンス 警視庁強行犯係 樋口顕Season2〈第6話・番組内CM音楽〉（2022年、テレビ東京）

### 楽譜出版
- 山田耕筰ピアノ曲拾遺第二集　歌曲によるピアノ編曲 （2023年、Muse Press）
- リコーダー４重奏のための４つの小舞曲（2016年、リコーダーJP）
- 異なる音楽様式による５つの小品（2016年、リコーダーJP）
- 左手演奏のためのやさしい小品集（2017年、ワンハンド・ピアノミュージック）
- さとうきび畑〈合唱編曲〉（2016年、エレヴァートミュージック）
- 風のとおり道〈合唱編曲〉（2016年、エレヴァートミュージック）
- ラストシーン〈合唱編曲〉（2016年、エレヴァートミュージック）
- なんでもないや〈合唱編曲〉（2025年、エレヴァートミュージック）

### コンサート編曲、出演
- 岡幸二郎　コンサート編曲（2016年、2017年）
- 『IL DEVE コンサートwith オーケストラ・アンサンブル金沢』コンサート編曲（2017年）
- オーケストラ・アンサンブル・金沢　コンサート編曲（2017年）
- 日本フィルハーモニー交響楽団　コンサート編曲（2017年）
- 東京シティ・フィルハーモニック管弦楽団　コンサート編曲（2018年）
- KOBUDO-古武道-　コンサート編曲（2019年）
- imase 『アウトライン』（第103回全国高校サッカー選手権大会応援歌）〈吹奏楽編曲〉（2024年）
- 『日本ピアノ調律師協会主催コンサート』ピアノ出演　（2010年）
- 『青い森 つがるの木陰コンサート』Vol.1、Vol.2　　作編曲、ピアノ出演　（2013、2015年）
- 『Vent Son Fleur 1st Concert、2nd Concert』＠日比谷松尾ホール、上越文化会館 (企画・作曲・演奏) （2014、2015年）
- 上越文化会館主催・ハーモニーえちご『ニューイヤーコンサート』作編曲、ピアノ出演（2025年）

### 純音楽
- 「虹の架け橋」（目黒リコーダーオーケストラ委嘱作品）
- 「そこにあなたがいてくださることは」混声合唱とピアノのための組曲（高田木曜会委嘱作品）
- 「奏春風」尺八とピアノのための
- 「幽玄の時」尺八とピアノのための
- 「ミサと詩女神（ムーサ）のマリアージュ」
- 「4つのやまとうた」ソプラノ、アルトフルート、ピアノのための
- 「For Your Birth」他ピアノソロアルバム収録曲

## ディスコグラフィ

### ドラマ・サウンドトラック
|   | リリース日     | タイトル                                                                              | レーベル         | 詳細                                             |
| 1 | 2009年11月20日 | ドラマ「ホットママ」オリジナル・サウンドトラック                                      | EMI MUSIC        |                                                  |
| 2 | 2023年12月20日 | ドラマ「たとえあなたを忘れても」オリジナル・サウンドトラック                          | PONY CANYON INC. |                                                  |
| 3 | 2024年5月7日   | カンテレ・フジテレビ開局65周年特別ドラマ「GTOリバイバル」オリジナルサウンド・トラック | Media Pulpo      | 「POISON Piano Arr. -GTO REVIVAL Ver.-」のみ担当 |
| 4 | 2024年10月30日 | TVアニメ『リンカイ！』オリジナルサウンドトラック                                      | Lantis           |                                                  |

アルバム
|   | リリース日    | タイトル                                 | レーベル           | 詳細     |
| 1 | 2021年5月30日 | For Your Birth（1st Piano Solo Albam）   | Happy Spread Music |          |
| 2 | 2022年8月20日 | 幽玄の時（Shakuhachi &Piano Mini Albam） | Happy Spread Music | 配信のみ |

- 野呂昶の詩による歌曲集「いのちの清流」〈歌曲「祈りのかたち」を収録〉 (2022年、ItoMusic)
- 『知られざる山田耕筰のピアノ音楽』〈ピアノソロ編曲を手掛けた「赤とんぼ」「あわて床屋」「ペチカ」を収録〉 (2022年、Vacances Musicales)